# موتور رحیم (ایرانشهر)
موتور رحیم یک منطقهٔ مسکونی در ایران است که در دهستان حومه (ایرانشهر) واقع شده‌است.